# Dibattiti di Reading
I dibattiti di Reading, così chiamati dalla località in cui si svolsero, furono tenuti dal Consiglio Generale dell'Esercito di Nuovo Modello (New Model Army) il 16 luglio del 1647.

## Storia
I dibattiti si tennero per discutere una petizione presentata dagli agitatori, rappresentanti eletti dai soldati, perché l'esercito muovesse immediatamente su Londra per costringere il Parlamento ad acconsentire ad alcune richieste, tra le quali l'espulsione dalla Camera di undici membri messi in stato di accusa, la liberazione di "tutti i prigionieri incarcerati illegalmente" e in particolare di alcune persone citate espressamente tra le quali il tenente colonnello John Lilburne e la moglie e il fratello di Richard Overton (Lilburne e Overton sono due dei maggiori esponenti dei levellers), un pagamento rapido del dovuto ai soldati.
Nei dibattiti si scontrarono la posizione moderata dei Grandees dell'esercito, rappresentati da Oliver Cromwell e Henry Ireton, con quella radicale degli Agitatori.
Cromwell e Ireton, pur non disconoscendo la validità delle richieste, ritenevano che portare l'esercito a Londra era una dimostrazione di forza non giustificata e che si sarebbe dovuto invece cercare un accordo. "La pensavamo anche noi così" ribatteva l'agitatore William Allen "e per questo abbiamo atteso a lungo che le cose, se possibile, finissero così, ma in verità abbiamo atteso tanto a lungo che la nostra pazienza si è esaurita". Il maggiore Tulidah, schierato con i radicali, sosteneva che "non possiamo ottenere nulla se non avanzando su Londra".
Mentre Cromwell e Ireton sostenevano che la "parte onesta" del Parlamento, favorevole all'esercito, stava guadagnando terreno, Allen diceva che stava succedendo l'opposto e che gli undici membri messi in accusa, se non rimossi subito dal loro posto, potevano procurare un grave danno. Cromwell aveva fatto notare che il Parlamento aveva riconosciuto come proprio esercito il New Model Army, ma l'agitatore Edward Sexby ribatteva che ciò non era prova di benevolenza nei loro confronti, ma piuttosto di paura.
Ireton reputò che le richieste dovessero essere portate al Parlamento, ma senza parlare di portare l'esercito a Londra.